# 祭酒桥
祭酒桥又名寡妇桥，位于江西省上饶市婺源县（旧属安徽省徽州府）浙源乡虹关村察关村的水口，建于南宋绍兴年间。长42米，宽6米。
祭酒桥作为婺源徽饶驿道浙岭段的子项目，已列为江西省文物保护单位。。《闪闪的红星》、《致青春》、《我不是潘金莲》等电影均曾在此拍摄。